# Västra Gumista
Västra Gumista, eller Dasavletis Gumista (georgiska: დასავლეთის გუმისთა), är ett vattendrag i Georgien. Det ligger i den nordvästra delen av landet, i den autonoma republiken Abchazien. Västra Gumista går ihop med Östra Gumista och bildar så början på Gumista, vilken i sin tur mynnar i Svarta havet.